# USS Wainwright (DD-419)
«Вейнрайт» (англ. USS Wainwright (DD-419) — військовий корабель, ескадрений міноносець типу «Сімс» військово-морських сил США за часів Другої світової війни.
«Вейнрайт» був закладений 7 червня 1938 року на верфі Norfolk Naval Shipyard у Портсмуті, де 21 червня 1939 року корабель був спущений на воду. 15 квітня 1940 року він увійшов до складу ВМС США.

## Історія

### 1942
29 квітня 1942 року корабель залучався до супроводу конвою PQ 15, що йшов до Росії під командуванням адмірала Д.Тові.

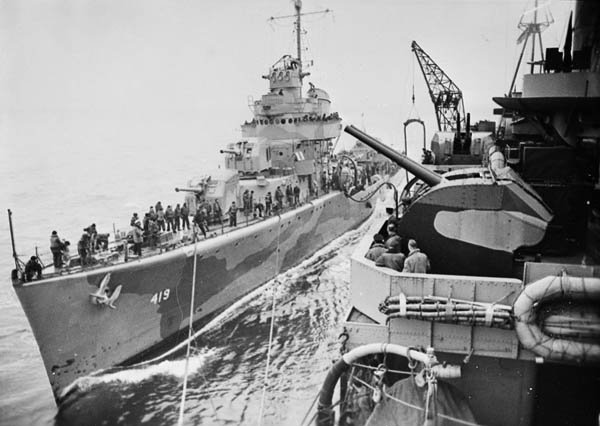
Американський есмінець «Вейнрайт» проводить дозаправлення з борту крейсера «Норфолк». Конвой PQ 17. 1942

У травні 1942 року американський ескадрений міноносець «Вейнрайт» входив до сил ескорту великого конвою PQ 16, який супроводжував 35 транспортних суден (21 американське, 4 радянські, 8 британських, 1 голландське та одне під панамським прапором) до Мурманська від берегів Ісландії зі стратегічними вантажами і військовою технікою з США, Канади і Великої Британії. Його супроводжували 17 ескортних кораблів союзників, до острова Ведмежий конвой прикривала ескадра з 4 крейсерів і 3 есмінців.
Попри атакам німецького підводного човна U-703, повітряним нападам бомбардувальників He 111 та Ju 88 бомбардувальних ескадр I./KG 26 і KG 30, конвой, втратив сім суден і ще одне повернуло назад на початку походу, дістався свого місця призначення.

#### Середземне море
У листопаді 1942 року ескадрений міноносець «Вейнрайт» включений до складу сил союзного флоту, що діяли за планом операції «Смолоскип» з висадки морського десанту на узбережжя Французької Північної Африки. Опівночі 8 листопада 1942 року кораблі Центральної десантної групи підійшли до берега на відстань 8 миль від Федали. О 6:00 ранку десантно-висадочні засоби з десантом на борту вирушили в напрямку берега. Незабаром до узбережжя на відстань відкриття артилерійського вогню наблизилися лінкор «Массачусетс», важкі крейсери «Вічита» і «Тускалуза», есмінці «Мейрант», «Райнд», «Вейнрайт» та «Джеркінс», які почали гатити по позиціях французів. У свою чергу флот Віші відкрив вогонь з берегових батарей та лінкора «Жан Бар». Але вже на сьомому пострілі французький лінкор був уражений американськими артилеристами 410-мм снарядом; влучний постріл заклинив башту й корабель замовчав.

### 1943
З нового 1943 року корабель діяв у супроводженні конвоїв до Північної Африки. 12 березня вийшов з есмінцями «Рован», «Мейрант», «Чамплін», «Тріпп», «Райнд» і «Хоббі» на супровід конвою UGS 6. У результаті нападу німецьких «вовчих зграй» на транспортний конвой з 45 суден чотири суховантажні судна були потоплені, ще одне дістало пошкоджень. Разом з цим, американський есмінець «Чамплін» спромігся потопити німецький підводний човен U-130 обер-лейтенанта-цур-зее З.Келлера.